# Замок Данстанборо

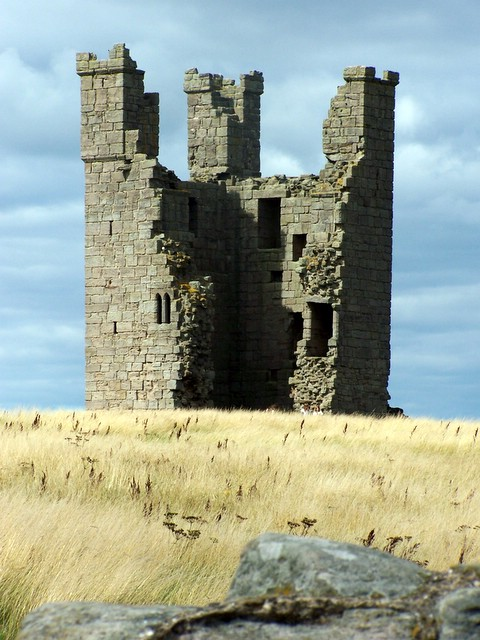
Руїни замку

Замок Данстанборо (англ. Dunstanburgh Castle) — руїни замку на півночі Англії в графстві Нортумберленд недалеко від південних кордонів Шотландії.

## Історія замку
Цей колись найбільший в графстві замок був побудований в 1313–1325 роках і спочатку належав графу Томасу Ланкастеру, племіннику короля Едуарда II. 
Данстанборо розташований далеко від доріг, і причиною такого розташування замку, ймовірно, було бажання Томаса уберегтися як від набігів шотландців, так і від гніву короля, з яким граф мав розбіжності з приводу королівського фаворита Пірса Гавестона, графа Корнуельського. В результаті, Томасу, який до того ж брав участь у заколотах проти корони, не вдалося уникнути помсти короля — в 1322 році він був страчений. 
У 1362 році Данстанборо перейшов у власність Джона Гентського, четвертого сина короля Едуарда III, який значно перебудував замок. Під час Війни Червоної та Білої троянди цитадель Ланкастерів піддалася обстрілу, в результаті чого замок був зруйнований. 